# Pandanus kabaenaensis
Pandanus kabaenaensis är en enhjärtbladig växtart som beskrevs av A.P.Keim. Pandanus kabaenaensis ingår i släktet Pandanus och familjen Pandanaceae. Inga underarter finns listade.